# Sonnet 29

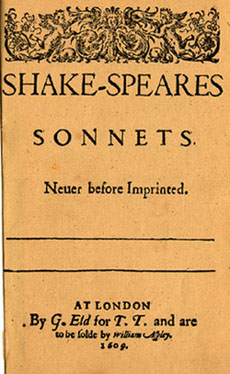
Sonnetten van Shakespeare, 1609

Sonnet 29 is een van de meer dubbelzinnige sonnetten van William Shakespeare. Zo is het niet duidelijk over wie de spreker het heeft en of het woord liefde naar romantische liefde of naar platonische liefde verwijst. Een van de theorieën is dat Sonnet 29 over homoseksuele liefde gaat, maar dat is evenmin zeker.

## Shakespeares tekst
| Sonnet 29 When, in disgrace with Fortune and men's eyes, I all alone beweep my outcast state, And trouble deaf heaven with my bootless cries, And look upon myself and curse my fate, Wishing me like to one more rich in hope, Featured like him, like him with friends possessed, Desiring this man's art and that man's scope, With what I most enjoy contented least: Yet in these thoughts myself almost despising, Haply I think on thee, and then my state, Like to the lark at break of day arising From sullen earth, sings hymns at heaven's gate; For thy sweet love remembered such wealth brings That then I scorn to change my state with kings'. |

Vertaling (Jules Grandgagnage)

Verdoemd door het lot en door de mens verlaten
Beween ik eenzaam mijn ellendigheid
En krijs mijn ijdele klacht ten doven hemel
Minacht mezelf en vloek om wat ik ben,
Verlangend hem te zijn die alles heeft,
Rijk aan hoop, met schoonheid en met vrienden,
Door afgunst om diens kunst, diens macht of lief
Vergeet ik het genot van wat ik heb:
Maar zelfs nu ik mezelf hierom veracht,
Klimt als ik blij aan u denk mijn gemoed
Gelijk een leeuwerik in de dageraad
Die vrij van d'aarde zingt aan d' hemelpoort;
Zo rijk maakt mij d' herinnering aan uw liefde 
Dat ruil met 's koningstroon mij zou verarmen.

## Analyse
Shakespeares sonnetten zijn voornamelijk geschreven in een metrum genaamd jambische pentameter, een rijmschema waarin elke sonnetregel bestaat uit tien lettergrepen. De lettergrepen zijn verdeeld in vijf paren, jambes genoemd, waarbij elk paar begint met een onbeklemtoonde lettergreep.
Het thema van het gedicht heeft blijkbaar te maken met een terugval in het leven van de spreker. Of dit te relateren valt aan een 'dipje' in Shakespeares eigen leven is niet te achterhalen. Het sombere gedicht eindigt op een lichtere noot wanneer de spreker zichzelf weet op te beuren met de herinnering aan zijn geliefde en op die manier de kracht vindt om zich in zijn lot te schikken.